# NGC 6243
NGC 6243 este o liner situată în constelația Hercule. A fost descoperită în 10 iunie 1880 de către Édouard Stephan⁠(d).